# Municipio de San Francisco Teopan
El municipio de San Francisco Teopan (del náhuatl: teotl, pan ‘dios, en’‘En donde está el dios’) es uno de los 570 municipios que conforman al estado mexicano de Oaxaca. Pertenece al distrito de Coixtlahuaca, dentro de la región mixteca. Su cabecera es la localidad homónima.

## Geografía
El municipio abarca 86.28 km² y se encuentra a una altitud promedio de 2200 m s. n. m., oscilando entre 3000 y 2000 m s. n. m.

## Demografía
De acuerdo al último censo, realizado por el INEGI en 2020, en el municipio habitan 312 personas, repartidas entre 4 localidades.